# Sainte-Colombe (Seine-Maritime)
Sainte-Colombe is een gemeente in het Franse departement Seine-Maritime (regio Normandië) en telt 194 inwoners (1999). De plaats maakt deel uit van het arrondissement Dieppe.

## Geografie
De oppervlakte van Sainte-Colombe bedraagt 5,7 km², de bevolkingsdichtheid is 34,0 inwoners per km².
De onderstaande kaart toont de ligging van Sainte-Colombe (Seine-Maritime) met de belangrijkste infrastructuur en aangrenzende gemeenten.

## Demografie
Onderstaande figuur toont het verloop van het inwonertal (bron: INSEE-tellingen).